# Anna d'Asburgo (reggente di Francia)
Anna Maria Maurizia d'Asburgo, meglio nota come Anna d'Austria (Valladolid, 22 settembre 1601 – Parigi, 20 gennaio 1666), è stata regina consorte di Francia e Navarra come moglie di Luigi XIII di Francia (figlio di Enrico IV il Grande) e, dopo la morte di questi nel 1643, reggente per il figlio Luigi XIV fino al 1651. Insieme a Giulio Mazzarino, instillò nel figlio i principi della monarchia assoluta.

## Biografia

### Giovinezza
Anna nacque a Valladolid, in Spagna, il 22 settembre 1601. Era la prima figlia di Filippo III di Spagna e di Margherita d'Austria-Stiria; fu battezzata con i nomi di Ana Maria Mauricia e per diritto di nascita portò i titoli di infanta reale di Spagna, infanta reale del Portogallo, arciduchessa d'Austria, principessa reale di Borgogna e principessa reale dei Paesi Bassi.

### Matrimonio

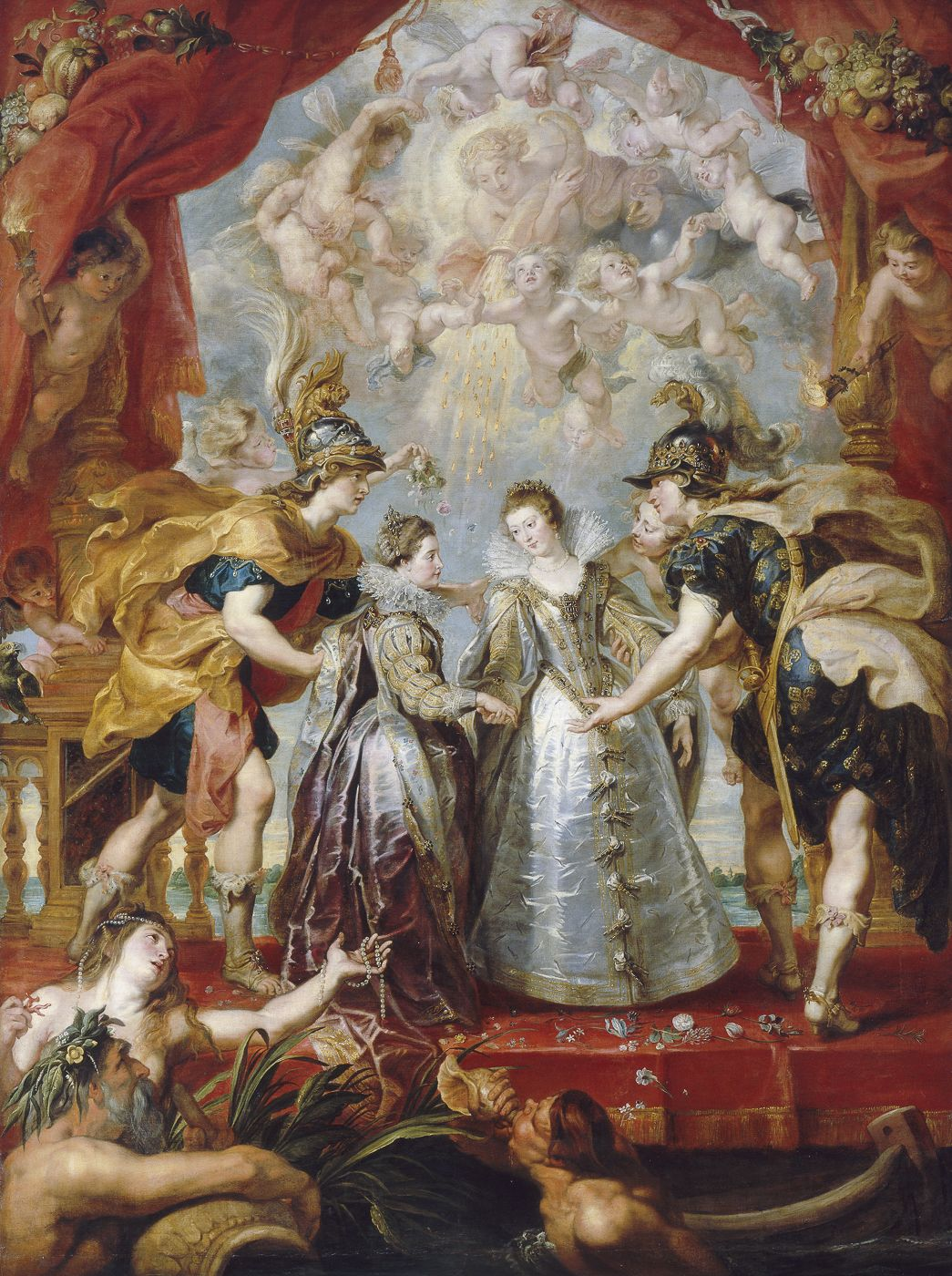
Lo scambio delle spose, Elisabetta a sinistra e Anna a destra, in un dipinto di Peter Paul Rubens realizzato tra il 1622 e il 1625

All'età di 10 anni fu ufficialmente fidanzata e il 18 ottobre 1615, a Burgos, sposò per procura il re Luigi XIII di Francia, figlio di Enrico IV di Francia e di Maria de' Medici. Il giovane sposo, che aveva quattordici anni come Anna, non fu presente alla cerimonia e fu rappresentato dal duca d'Uceda. Lo stesso giorno, a Bordeaux, Elisabetta di Borbone, sorella di Luigi XIII, sposò, sempre per procura, l'infante Filippo, fratello minore di Anna e futuro re come Filippo IV di Spagna.
Questi matrimoni furono voluti dalla regina Maria de' Medici, reggente al trono per il figlio minorenne, al fine di cementare la storica alleanza tra le potenze cattoliche di Francia e Spagna. La tradizione traeva origine dal matrimonio di Filippo II di Spagna con Elisabetta di Valois, figlia di Enrico II di Francia e di Caterina de' Medici, celebrato nel 1559 a seguito della pace di Cateau-Cambrésis. Le due principesse, Anna ed Elisabetta, furono ufficialmente scambiate sull'Isola dei Fagiani, sul fiume Bidasoa, confine naturale di Francia e Spagna, vicino a Hendaye. Il 21 novembre Anna, accompagnata da un seguito spagnolo, giunse a Bordeaux, dove venne ricevuta dalla suocera Maria de' Medici, che, estasiata dalla bellezza della bionda nuora, la baciò sulla bocca "alla francese", il che disgustò parecchio la giovane Anna.. Il 25 novembre vi fu il matrimonio ufficiale con Luigi XIII nell'antica cattedrale gotica di Saint-André.
Nonostante la giovanissima età di entrambi gli sposi, Maria de' Medici voleva che il matrimonio venisse consumato il giorno stesso delle nozze, per evitare un possibile annullamento futuro. Dopo un'imbarazzante cerimonia, nella quale i due giovani sposi furono messi a letto di fronte alla grande nobiltà di corte, la stanza da letto fu lasciata libera, ma, a causa dell'inesperienza, Anna e Luigi non riuscirono a consumare le nozze. Luigi XIII, imberbe e timido, non era ancora in fase pubere ma, mettendosi di buona volontà e adempiendo al suo dovere, tentò due volte di consumare il matrimonio ma senza esito alcuno, per quanto due ore dopo mostrò al dottore il suo membro arrossato, dichiarando che la sposa era condiscendente.
Il giovane re Luigi visse la situazione come una terribile umiliazione: avrebbe provato un duraturo rancore nei confronti della madre e, soprattutto, non si sarebbe avvicinato alla moglie per ben tre anni.

### Regina di Francia

#### Sposa spagnola

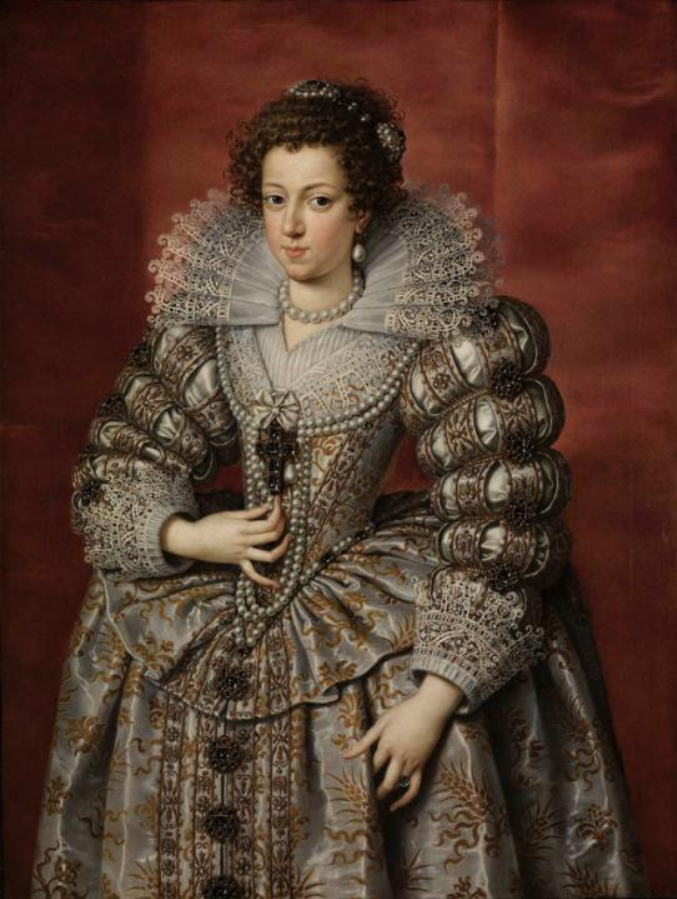
Anna d'Austria in un ritratto di Frans Pourbus il Giovane (1616)

A Parigi Anna occupò i suoi appartamenti privati al palazzo del Louvre, ma fu ignorata e visse in totale isolamento dal resto della corte. Da una parte Maria de' Medici continuò a portare il titolo di regina di Francia e ad assurgere ai doveri consequenziali, senza la minima deferenza per la nuora, che di fatto era la nuova sovrana consorte. Dall'altra parte Luigi XIII continuò a provare disinteresse per la giovane moglie: a causa della sua natura timida e complessa, il re non riusciva ad intrecciare un rapporto con Anna. Inoltre, Anna ai suoi occhi non era altro che una spagnola, vale a dire una nemica straniera. Circondata da una piccola corte formata da un centinaio di dame spagnole, Anna continuò a vivere secondo l'etichetta e la moda spagnole e il suo francese rimase alquanto acerbo ed esitante. La giovane sovrana dunque aveva difficoltà a comunicare con la sua nuova famiglia, anche a causa del carattere timido e introverso che condivideva con il marito.
Nel 1617, Luigi XIII cospirò con Charles d'Albert, duca de Luynes, per fare a meno dell'influenza di sua madre con un virtuale colpo di Stato, assassinando il suo favorito Concino Concini il 26 aprile di quell'anno. Conscio del problema diplomatico e dinastico causato dall'indifferenza del re nei confronti della moglie, il duca di Luynes tentò in ogni modo di trovare una soluzione. Per prima cosa allontanò il seguito spagnolo di Anna e rimpiazzò tutte le dame spagnole con altrettante dame francesi. Tra queste vi erano in particolare la principessa de Conti e Maria de Rohan, la moglie del duca di Luynes e futura duchessa di Chevreuse. Il duca e la moglie organizzarono degli eventi mondani al fine di riunire i due giovani sposi in circostanze intime; grazie a Madame de Luynes la regina Anna iniziò ad abbigliarsi e a comportarsi come una dama francese. Nella primavera del 1619 Luynes riuscì a forzare il re ad andare a dormire insieme alla regina: a partire da questo momento i rapporti tra i due non cessarono di migliorare. L'amore che il re nutriva per Anna si intensificò, al punto che era sull'orlo della disperazione quand'ella cadde gravemente malata.

#### Influenza della Duchessa de Chevreuse

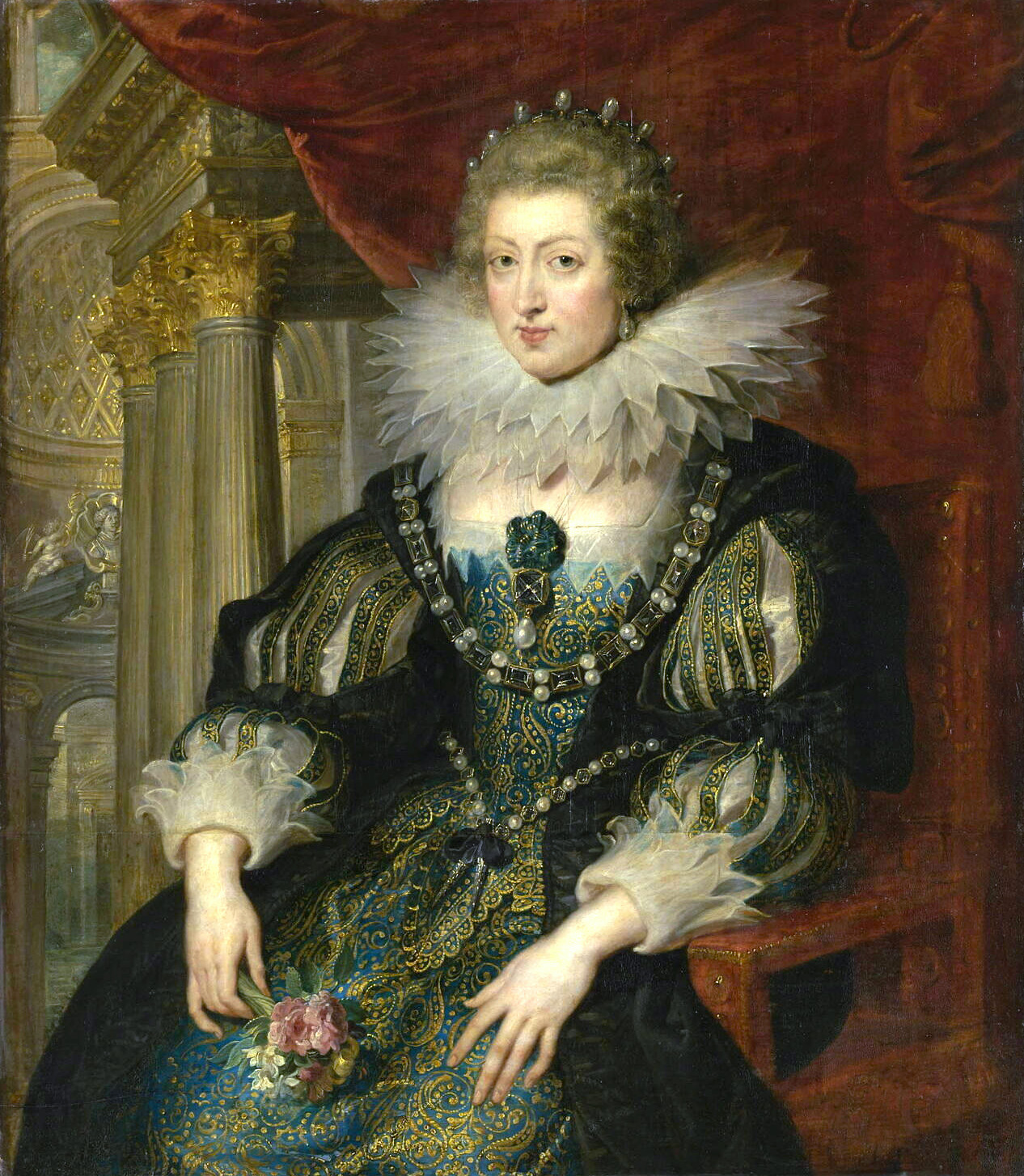
Anna d'Austria in un ritratto di Peter Paul Rubens del 1625

Dopo qualche anno di serenità, sorsero nuove incomprensioni tra i sovrani. In primo luogo Anna ebbe alcuni aborti che scontentarono il re; in secondo luogo, nel dicembre 1621, morì il duca di Luynes (principale fautore dell'affetto tra i reali) e infine Luigi XIII era sempre più impegnato nella guerra contro i protestanti. Il 14 marzo 1622, mentre giocava con le sue dame d'onore, Anna scivolò in una scalinata ed ebbe un aborto spontaneo (era il secondo). Luigi XIII si adirò furiosamente con la moglie, ma ancor di più con Madame de Luynes, imperdonabile ai suoi occhi per aver portato la regina a compiere una tale sconsideratezza. Da quell'evento, il re iniziò a tollerare sempre meno l'influenza che Madame de Luynes esercitava su Anna; l'antipatia della duchessa per il re era reciproca ed ebbe pesanti conseguenze per la coppia reale. Anna divenne completamente inseparabile dalla duchessa e difese la sua causa quando questa sposò il duca de Chevreuse senza attendere il consenso del re.

#### Avversaria politica di Richelieu
A corte prese sempre più potere la figura di un intraprendente cardinale, Armand-Jean du Plessis, duca di Richelieu, consigliere privato del re. La politica estera di Richelieu verteva in direzione anti-asburgica e ciò inevitabilmente creò tensioni tra il re ed Anna, che rimase senza figli per altri sedici anni; Luigi XIII, inoltre, divenne sempre più dipendente dal cardinale, nominato primo ministro nel 1624.
Sotto l'influenza della duchessa de Chevreuse, la regina si lasciò attrarre in una politica d'opposizione a Richelieu e fu coinvolta in vari intrighi contro la sua politica. Vaghe dicerie di tradimento circolavano a corte; la più notevole fu il suo supposto coinvolgimento nella cospirazione di Chalais, organizzata tra gli altri dalla duchessa di Chevreuse, nel 1626.
Nel 1635 la Francia dichiarò guerra alla Spagna, ponendo la regina in una delicatissima posizione. La sua corrispondenza segreta con il fratello, Filippo IV di Spagna, andava al di là dei semplici rapporti di affetto fraterno. Due anni più tardi, nell'agosto del 1637, Anna divenne una persona sospetta: Richelieu la obbligò a firmare alcune confessioni sulla sua corrispondenza, ormai scoperta e ispezionata. Il suo entourage fu depurato, la troppo audace duchessa de Chevreuse fu esiliata e le sue uscite sorvegliate.

#### Maternità

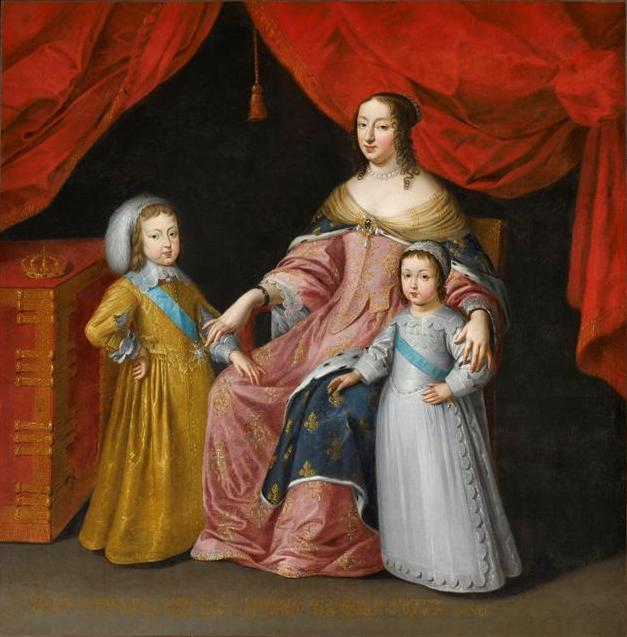
Anna d'Austria con i suoi figli

Sorprendentemente, in un clima di sfiducia, la regina restò incinta un'altra volta, una circostanza che i contemporanei attribuirono a una singola notte tempestosa che impedì a Luigi XIII di viaggiare sino a Saint-Maur e lo obbligò a trascorrere la notte con Anna. Il re infatti, il 5 dicembre 1637, decise di andare a far visita a Louise de La Fayette, sua intima amica, che aveva preso i voti nel convento delle Figlie della Visitazione a Parigi; avendo previsto di pernottare dai principi di Condé nella loro tenuta a Saint-Maur, situata dodici chilometri a sud-est di Parigi, diede l'ordine di trasportare mobilio e lenzuola in quel luogo (all'epoca era usanza che l'ospite fornisse da solo i propri oggetti personali). Dopo aver passato il pomeriggio a parlare con la suora, che gli disse di essere più gentile verso la regina e di rafforzare l'alleanza con la cattolica Casa d'Austria a sfavore della protestante Olanda, Luigi XIII si trovò costretto ad andare al Louvre a causa di un temporale scoppiato nel tardo pomeriggio. A palazzo il re dovette trascorrere la notte nel letto della regina, poiché i suoi mobili erano stati portati a Saint-Maur, e i due sovrani concepirono il Delfino. All'età avanzata di trentasette anni, il 5 settembre 1638, la regina Anna partorì il suo primo figlio, il Delfino Louis-Dieudonné ("Luigi dono di Dio"), che assicurò la discendenza del casato di Borbone.
La nascita a distanza ravvicinata di un secondo figlio non riuscì ugualmente a ristabilire confidenza nella coppia reale. Il 21 settembre 1640, infatti, Anna partorì il suo secondo e ultimo figlio, Filippo di Francia, Duca d'Anjou, fondatore del ramo cadetto degli Orléans.
Richelieu aveva donato a Luigi XIII il suo palazzo, il Palais Cardinal, situato a nord del Louvre, nel 1636, ma il sovrano non vi andò mai ad abitare: dopo la nascita dei suoi figli, la regina Anna abbandonò il Louvre e vi si trasferì con i principini. Richelieu morì alla fine del 1642 e pochi mesi dopo, il 14 maggio 1643, anche il re si spense; poco prima della sua fine Luigi XIII aveva tentato di impedire ad Anna di ottenere la reggenza, ma il Parlamento ratificò i poteri di Anna dopo la morte del marito. Da questo momento anche il palazzo cambiò nome e assunse quello che porta tuttora, Palais Royal.

### Reggenza

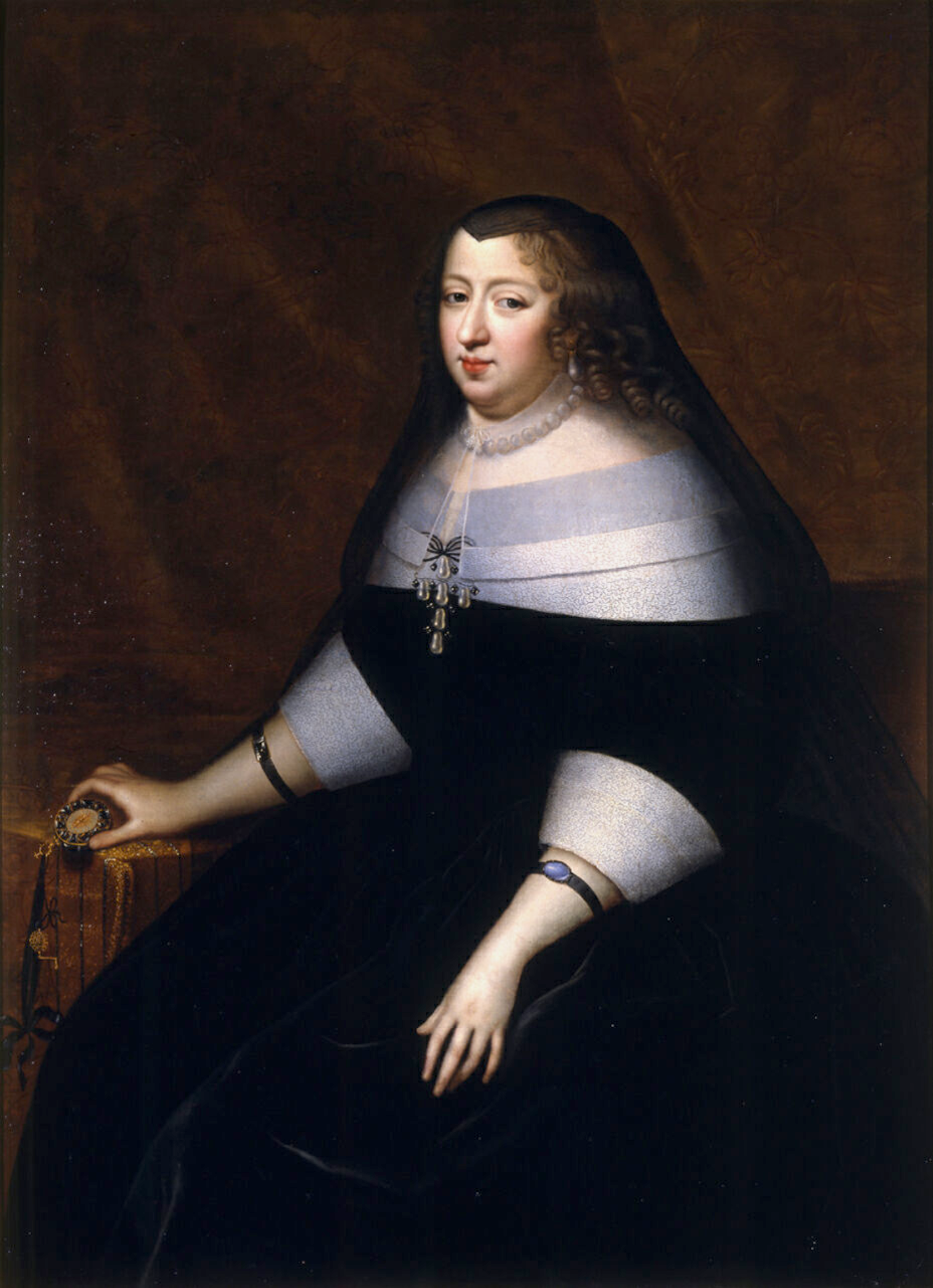
Anna d'Austria in abito vedovile

Morto il marito, Anna, in quanto regina-vedova e regina-madre, riuscì ad ottenere la reggenza per il figlio minorenne, Luigi XIV, incoronato a soli quattro anni. Grazie all'aiuto del cancelliere Pierre Séguier, riuscì a far in modo che il Parlamento annullasse all'unaniminità il testamento di Luigi XIII, che limitava alquanto i suoi poteri.
Benché Anna avesse assunto la reggenza, ci fu un generale stupore quando affidò il governo al primo ministro, il cardinale Giulio Mazzarino, una creatura di Richelieu, già presente come figura di rilievo nel consiglio reale. Mazzarino lasciò la sua abitazione (l'hôtel Tuboeuf) e prese residenza al Palais-Royal accanto alla regina Anna. Il cardinale fu ritenuto l'amante della reggente e successivamente fu detto che i due si erano sposati in segreto, ma mai vi è stata alcuna prova in merito.
Approfittando della debolezza della corona, l'alta nobiltà parigina si ribellò, pretendendo di avere più potere nel governo del paese e di pagare meno tasse, con il movimento detto della Fronda che si sviluppò in due fasi, dal 1648 fino al 1653. Con l'appoggio di Mazzarino, per altro vero bersaglio dei frondisti, Anna sconfisse la rivolta guidata, nella sua seconda fase, detta Fronda dei prìncipi, da Luigi II di Borbone, principe di Condé.
Nel 1651, quando il figlio Luigi XIV raggiunse ufficialmente l'età per regnare (13 anni), la sua reggenza finì, ma Anna mantenne molta influenza sul figlio fino alla morte del cardinale Mazzarino. Nel 1659, la guerra con la Spagna terminò in seguito alla pace dei Pirenei. L'anno seguente la pace venne cementata dal matrimonio del giovane re Luigi con la nipote di Anna, la principessa asburgica spagnola Maria Teresa d'Austria.

### Ultimi anni e morte

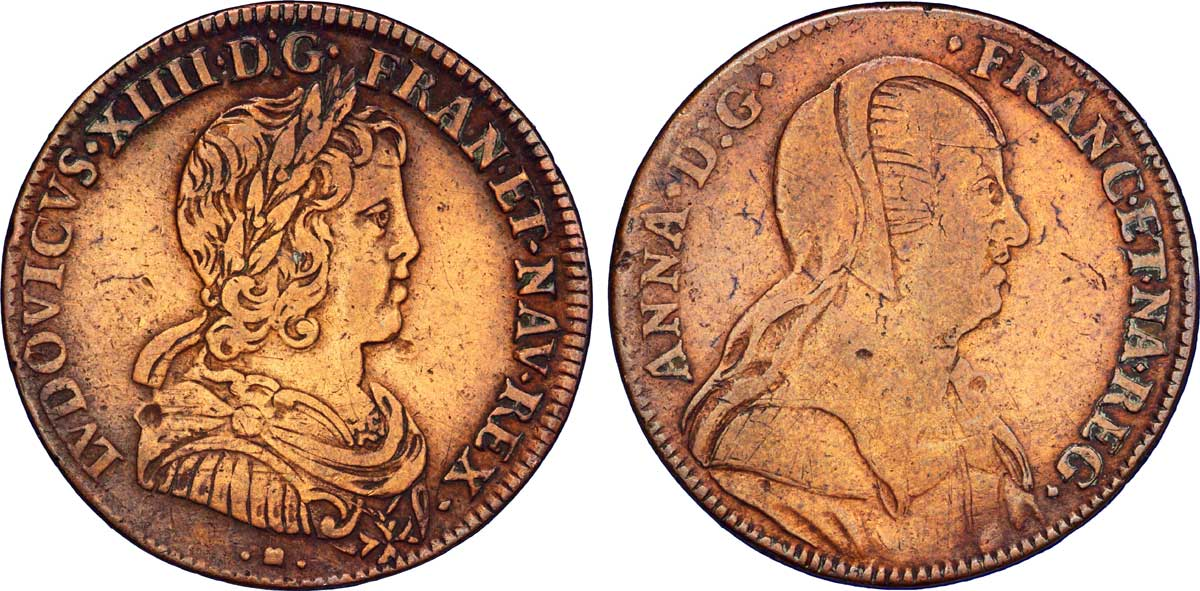
Anna d'Asburgo

Nel 1661, alla morte del cardinale Mazzarino, Anna diventò la principale patrona della Compagnia del Santo Sacramento. Nello stesso anno nacque l'erede al trono, Luigi di Francia; molti figli nacquero in seguito ma tutti morirono ad eccezione di Luigi. Non molto tempo dopo, Anna si accorse di avere un tumore al seno, che certamente l'avrebbe portata alla morte; pregò i figli di non essere tristi perché «era contenta di morire e si riteneva fortunata che Dio volesse in questo modo farle fare penitenza dei suoi peccati».
Anna si ritirò dalla vita di corte e andò nel convento della Compagnia a Val-de-Grâce, poiché voleva morire nel raccoglimento religioso ma, per evitare troppi viaggi alla famiglia reale, i medici la fecero ritrasferire al Louvre. Le ultime settimane di vita della regina furono atroci: quando entrò in gangrena i medici le asportavano giornalmente la carne infetta dal seno malato e Anna sopportava tutto «con una pazienza e dolcezza ammirevoli». Caduta in stato di sincope, si spense il 20 gennaio 1666 alle cinque del mattino; le sue ultime parole furono per chiedere il crocifisso.
(Riportato da Madame De Motteville)
Le sue memorie vennero pubblicate nel 1662 da François de La Rochefoucauld. Anche la sua dama d'onore, Madame de Motteville, scrisse la storia della sua vita pubblicata come Mémoires d'Anne d'Autriche.

## Discendenza
Anna d'Austria e Luigi XIII di Francia ebbero due figli:
1. Luigi Deodato di Francia (futuro re Luigi XIV) (5 settembre 1638 - 1º settembre 1715);
2. Filippo di Francia, Duca d'Orléans (1640-1701).

## Relazione con il Duca di Buckingham

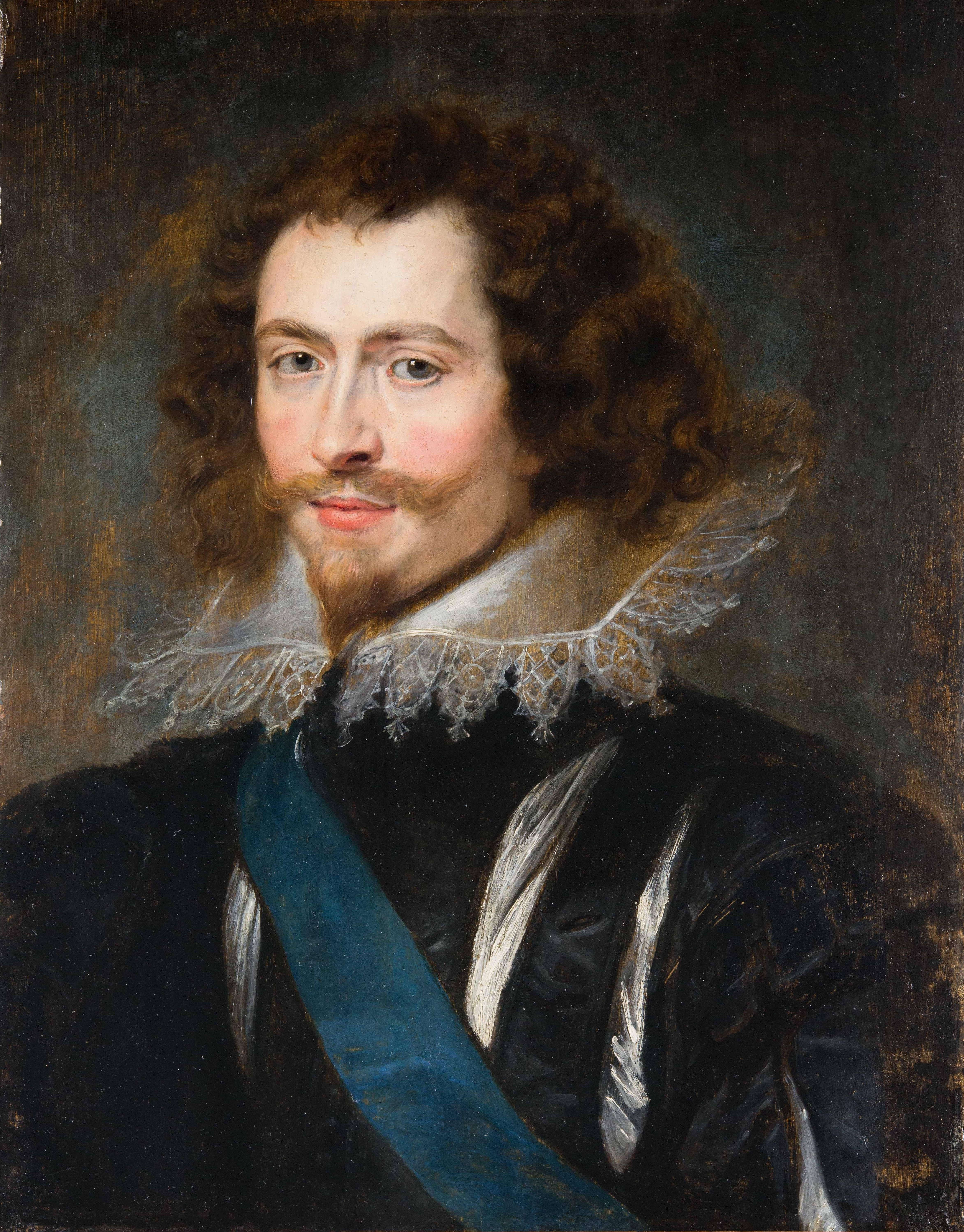
George Villiers, I duca di Buckingham

Alexandre Dumas ne I tre moschettieri, racconta in maniera romanzata la storia d'amore che legò Anna d'Austria al duca di Buckingham, ispirandosi ad eventi realmente accaduti.
George Villiers, I duca di Buckingham, dapprima favorito di Giacomo I d'Inghilterra e poi del di lui figlio, Carlo I, conobbe Anna nel 1624. Carlo, ancora principe del Galles all'epoca dei fatti, si era recato in Spagna insieme a Buckingham per chiedere in sposa l'Infanta Marianna, figlia di Filippo III e sorella minore di Anna. Dopo un'infruttuosa trattativa matrimoniale, Carlo andò in Francia dove conobbe e chiese in sposa la sorella minore di Luigi XIII, la principessa Enrichetta Maria. L'anno successivo, nel 1625, Carlo inviò Buckingham alla corte francese per prelevare la moglie (sposata per procura l'11 maggio) e condurla in Inghilterra per le nozze ufficiali. Madame de Motteville, dama di compagnia di Anna, descrisse così il duca, allora trentenne: «Era ben fatto, con un bel viso; aveva l'animo grande; era magnifico, liberale, ed era il favorito di un grande re. Per adornarsi poteva disporre di tutti i tesori e tutti i gioielli della corona d'Inghilterra. Non bisogna stupirsi se con tutte queste belle qualità egli avesse dei pensieri arditi, dei desideri nobili ma pericolosi». Alla corte francese Buckingham iniziò a corteggiare la regina Anna e quest'ultima, non indifferente al suo fascino, affermò: «È l'uomo più degno di amarmi che esista».
Con l'aiuto dell'intrigante duchessa de Chevreuse, Buckingham ebbe modo di trovarsi da solo con Anna nei giardini della sua residenza ad Amiens, ultima tappa del corteo regale prima della partenza di Enrichetta Maria. Le versioni relative a questo avvenimento sono varie: Madame de Motteville affermò che casualmente i due si trovarono da soli in giardino, che il duca importunò la regina e che quest'ultima urlò per richiamare a sé il suo scudiero. La Rochefoucauld invece disse che i due si ritrovarono da soli in un padiglione del giardino, che Buckingham fece delle avances alla regina, la quale richiamò a sé le sue dame, senza riuscire a celare un certo turbamento. Il paggio della regina, La Porte, affermò che il duca si era spinto sino ad accarezzare Anna mentre Gédéon Tallemant des Réaux scrisse che il duca aveva addirittura gettato a terra la regina per possederla e che le aveva scorticato le gambe con gli stivali, ma invano. Comunque siano andate le cose, resta evidente che la regina chiamò aiuto per preservare la sua reputazione.
In seguito all'increscioso incidente, Maria de' Medici anticipò la partenza della figlia e di conseguenza quella del seguito inglese, con in testa Buckingham. Quest'ultimo, già arrivato a Montreuil-sur-Mer, vicino a Calais, tornò indietro ad Amiens per dire addio alla regina: entrò nella sua stanza, si gettò ai piedi del suo letto, dichiarandole in lacrime il suo amore. Anna rimase così indifferente e fredda alle suppliche e alle dichiarazioni del duca, che una delle sue dame, Margherita di Lorena, principessa di Conti, le rimproverò tale comportamento nei confronti del nobile inglese.
Le vicende raccontate da Dumas in merito alla storia dei puntali di diamanti, trovano riscontro in un aneddoto raccontato da La Rochefoucauld, la cui fonte primaria fu probabilmente la duchessa de Chevreuse, sua presunta amante. Stando a quanto afferma La Rochefoucauld, Anna, prima della partenza, regalò al duca di Buckingham sei puntali di diamanti, a lei donati dal re. Nell'inventario dei gioielli della regina, redatto dopo la sua morte, sono ricordati anche alcuni puntali che potrebbero essere quelli di questa vicenda, ma dal momento che il loro valore è relativamente basso, è possibile che non fossero un pegno d'amore quanto un semplice gesto di cortesia nei confronti di un ambasciatore straniero. Quando Buckingham tornò in Inghilterra si accorse che due puntali mancavano all'appello: Lucy Hay, contessa di Carlisle, ex-amante di Buckingham e spia al servizio di Richelieu, per vendicarsi del duca, gli aveva sottratto i due puntali durante un ballo, intenzionata a darli al cardinale per infangare la condotta della regina Anna. Buckingham, per evitare una situazione penosa all'amata, fece chiudere tutti i porti di Londra e fece realizzare e pervenire ad Anna delle copie esatte dei gioielli rubati in tempo record. Buckingham non rivide più la regina, ma fino alla morte non la dimenticò mai: trasformò il salone della sua nave ammiraglia in una sorta di cappella votiva con al centro un ritratto di Anna d'Austria. Il duca morì nel 1628, assassinato da John Felton, un fanatico puritano, probabilmente al soldo della medesima Lady Carlisle.

## Anna d'Austria nella cultura di massa

### Letteratura
Anna è una delle figure centrali nei romanzi di Alexandre Dumas:
- I tre moschettieri
- Vent'anni dopo
- Il visconte di Bragelonne.

### Cinema
- I tre moschettieri (1909)
- I tre moschettieri (1921) con Mary MacLaren.
- La maschera di ferro (1929) con Belle Bennett.
- I tre moschettieri (1935) con Rosamond Pinchot.
- I tre moschettieri (1948) con Angela Lansbury.
- L'uomo dalla maschera di ferro (1962) con Germaine Montero.
- La presa del potere da parte di Luigi XIV (1966) con Katharina Renn.
- I tre moschettieri (1973) con Geraldine Chaplin.
- Milady (1974) con Geraldine Chaplin.
- L'uomo dalla maschera di ferro (1977) con Brenda Bruce.
- Il ritorno dei tre moschettieri (1989) con Geraldine Chaplin.
- I tre moschettieri (1993) con Gabrielle Anwar.
- La maschera di ferro (1998) con Anne Parillaud.
- D'Artagnan (2001) con Catherine Deneuve.
- D'Artagnan e i tre moschettieri (2005) con Stefania Rocca.
- La regina e il cardinale (2009) con Alessandra Martines.
- I tre moschettieri (2011) con Juno Temple.
- The Musketeers (2014) con Alexandra Dowling.
- Moschettieri del re - La penultima missione (2018) con Margherita Buy.
- I tre moschettieri - D'Artagnan (2023) con Vicky Krieps.

### Documentari
- Anne d'Autriche, la mystérieuse mère du roi soleil, trentaseiesimo episodio del programma Secrets d'histoire, andato in onda il 25 agosto 2010 su France 2.

## Ascendenza
|                             |                        |                           | Genitori                 |  |  | Nonni |  |  | Bisnonni          |  |  | Trisnonni           |  |
|                             |                        |                           |                          |  |  |       |  |  | Carlo V d'Asburgo |  |  | Filippo I d'Asburgo |  |
|                             |                        |                           |                          |  |  |       |  |  | Carlo V d'Asburgo |  |  | Filippo I d'Asburgo |  |
|                             |                        | Giovanna di Castiglia     |                          |  |  |       |  |  | Carlo V d'Asburgo |  |  |                     |  |
| Filippo II di Spagna        |                        |                           |                          |  |  |       |  |  | Carlo V d'Asburgo |  |  |                     |  |
|                             |                        | Isabella d'Aviz           | Manuele I del Portogallo |  |  |       |  |  |                   |  |  |                     |  |
|                             |                        | Isabella d'Aviz           | Manuele I del Portogallo |  |  |       |  |  |                   |  |  |                     |  |
|                             |                        | Isabella d'Aviz           | Maria d'Aragona          |  |  |       |  |  |                   |  |  |                     |  |
| Filippo III di Spagna       |                        | Isabella d'Aviz           |                          |  |  |       |  |  |                   |  |  |                     |  |
|                             |                        | Massimiliano II d'Asburgo | Ferdinando I d'Asburgo   |  |  |       |  |  |                   |  |  |                     |  |
|                             |                        | Massimiliano II d'Asburgo | Ferdinando I d'Asburgo   |  |  |       |  |  |                   |  |  |                     |  |
|                             |                        | Massimiliano II d'Asburgo | Anna Jagellone           |  |  |       |  |  |                   |  |  |                     |  |
| Anna d'Austria              |                        | Massimiliano II d'Asburgo |                          |  |  |       |  |  |                   |  |  |                     |  |
|                             |                        | Maria di Spagna           | Carlo V d'Asburgo        |  |  |       |  |  |                   |  |  |                     |  |
|                             |                        | Maria di Spagna           | Carlo V d'Asburgo        |  |  |       |  |  |                   |  |  |                     |  |
|                             |                        | Maria di Spagna           | Isabella del Portogallo  |  |  |       |  |  |                   |  |  |                     |  |
| Anna d'Austria              |                        | Maria di Spagna           |                          |  |  |       |  |  |                   |  |  |                     |  |
|                             | Ferdinando I d'Asburgo | Filippo I d'Asburgo       |                          |  |  |       |  |  |                   |  |  |                     |  |
|                             | Ferdinando I d'Asburgo | Filippo I d'Asburgo       |                          |  |  |       |  |  |                   |  |  |                     |  |
|                             | Ferdinando I d'Asburgo | Giovanna di Castiglia     |                          |  |  |       |  |  |                   |  |  |                     |  |
| Carlo II d'Austria          | Ferdinando I d'Asburgo |                           |                          |  |  |       |  |  |                   |  |  |                     |  |
|                             |                        | Anna Jagellone            | Ladislao II d'Ungheria   |  |  |       |  |  |                   |  |  |                     |  |
|                             |                        | Anna Jagellone            | Ladislao II d'Ungheria   |  |  |       |  |  |                   |  |  |                     |  |
|                             |                        | Anna Jagellone            | Anna di Foix-Candale     |  |  |       |  |  |                   |  |  |                     |  |
| Margherita d'Austria-Stiria |                        | Anna Jagellone            |                          |  |  |       |  |  |                   |  |  |                     |  |
|                             |                        | Alberto V di Baviera      | Guglielmo IV di Baviera  |  |  |       |  |  |                   |  |  |                     |  |
|                             |                        | Alberto V di Baviera      | Guglielmo IV di Baviera  |  |  |       |  |  |                   |  |  |                     |  |
|                             |                        | Alberto V di Baviera      | Maria Giacomina di Baden |  |  |       |  |  |                   |  |  |                     |  |
| Maria Anna di Wittelsbach   |                        | Alberto V di Baviera      |                          |  |  |       |  |  |                   |  |  |                     |  |
|                             |                        | Anna d'Asburgo            | Ferdinando I d'Asburgo   |  |  |       |  |  |                   |  |  |                     |  |
|                             |                        | Anna d'Asburgo            | Ferdinando I d'Asburgo   |  |  |       |  |  |                   |  |  |                     |  |
|                             |                        | Anna d'Asburgo            | Anna Jagellone           |  |  |       |  |  |                   |  |  |                     |  |
|                             |                        | Anna d'Asburgo            |                          |  |  |       |  |  |                   |  |  |                     |  |